# Lijst van edities van de Ligapokal
Lijst van de edities van de Ligapokal: